# SmartThings
SmartThings Inc. est une entreprise technologique américaine basée à Mountain View en Californie. Fondée en 2012, elle est spécialisée dans le développement de logiciels servants de « hub » ou passerelle entre une plate-forme cloud et une application client. Ces applications sont utilisées par le grand public par exemple pour gérer les appareils d'une maison connectée ou pour l'Internet des objets (IoT).
En août 2014, SmartThings a été rachetée par Samsung Electronics pour 200 millions de dollars.